# Potok (województwo kujawsko-pomorskie)
Potok – wieś w Polsce położona w województwie kujawsko-pomorskim, w powiecie włocławskim, w gminie Włocławek.
W latach 1975–1998 miejscowość położona była w województwie włocławskim. Według Narodowego Spisu Powszechnego (III 2011 r.) liczyła 66 mieszkańców. Jest najmniejszą miejscowością gminy Włocławek.

## Część wsi
| SIMC    | Nazwa    | Rodzaj    |
| ------- | -------- | --------- |
| 0871887 | Józefowo | część wsi |

## Historia
Dobra ziemskie Smólsk weszły w posiadanie rodziny Sokołowskich przed 1745 r. Potok był jednym z folwarków należących do klucza. Majątek w 1842 r. odkupił od Jana Kantego Sokołowskiego, Prot Mielęcki, oficer napoleoński i major Wojska Polskiego pochodzący z Wielkopolski. Był on mężem córki Jana Kantego, Wandy. W 1859 r. Prot Mielęcki dokonał podziału dóbr smólskich. Folwark Potok wraz z wsią i folwarkiem Smólsk oraz Markówkiem weszły w posiadanie starszego syna Jana. Młodszy Kazimierz (dowódca oddziału powstańczego na Kujawach w Powstaniu 1863 r.) w wyniku działów rodzinnych otrzymał Nową Wieś, Michałowo, karczmę Utratę z lasami i przyległościami. W 1914 r. dobra odziedziczył Jan Woyda wnuk Michaliny Morzyckiej (siostry Wandy z Sokołowskich Mielęckiej). Od 1917 do 1945 należały do rodziny Olszowskich, Zygmunta i Joanny. W pewnym okresie swego życia z Potokiem związany był Henryk Sokołowski malarz portrecista, batalista i regionalista (1891-1927), blisko spokrewniony z kujawską linią Sokołowskich. Jego dziad Wiktor był wnukiem Jana Kantego, właściciela Smólska. W 1911 r. Henryk Sokołowski rozpoczął studia malarskie w Warszawskiej Szkole Sztuk Pięknych w pracowni Władysława Lentza. Brak informacji na temat ich ukończenia. Prawdopodobnie kontynuował naukę pobierając u profesorów lekcje prywatne. Jednym z jego profesorów mógł być też Wojciech Kossak. W czasie I wojny światowej artysta bywał na Kujawach. Gościł u znanego mecenasa sztuki Stefana Kretkowskiego w Więsławicach. Malował tu portrety rodzinne oraz pejzaże, które stanowią dużą część spuścizny. Szczególnie bliski był mu Potok, gdzie bywał częstym gościem, bądź nawet zamieszkiwał u swych ciotek Wandy i Jadwigi Sokołowskich, które odkupiły folwark od Woydów. Pozostały po nim widoki Potoku przedstawiające okolice w różnych porach dnia i roku. Częstym tematem jego prac była przyroda (brzozy, rzeka Lubieńka, łąki, jezioro). Był też wielkim miłośnikiem koni (m.in. namalował klacz Haacków, Dunajkę, z majątku Dębice), sceny batalistyczne. Zasłynął jako portrecista. Obrazy-portrety bp Stanisława Karnkowskiego, Jana Długosza (wizerunek patrona szkoły, w której wykładał), bp Stanisława Zdzitowieckiego, portrety ziemian, Zygmunta i Bronisława Kretkowskich, Włodzimierza Haacka, Marii Sulimierskiej, portrety braci Ludwika i Lecha oraz siostry. Ciotki malarza pomimo pracy zarobkowej nie były w stanie utrzymać Potoku. W latach 30. XX wieku następny właściciel, Ludwik Sokołowski nie podołał trudom i doprowadził folwark do nadmiernego zadłużenia, a w efekcie do upadku.